# Селина Гаспарин
Селина Гаспарин (итал. Selina Gasparin; Самедан, 3. април 1984) је швајцарска биатлонка. Највећи успех постигла је на Олимпијским играма 2014. године у Сочију када је освојила сребрну медаљу у појединачној трци на 15 километара. То је била прва швајцарска медаља у овом спорту још од 1924. године када је швајцарски тим освојио златну медаљу у војној патроли, претечи данашњег биатлона.
Такмичила се и на Олимпијским играма 2010. године, али без већих успеха.
Сезона 2013/14 је најуспешнија у њеној досадашњој каријери пошто се у Светском купу два пута попела на подијум.
Њене две млађе сестре Елиса и Аита такође се активно баве биатлоном. Удата је за руског скијаша Иљу Чернусова.